# Понте ди Катањана (Лука)
Понте ди Катањана је насеље у Италији у округу Лука, региону Тоскана.
Према процени из 2011. у насељу је живело 65 становника. Насеље се налази на надморској висини од 370 м.